# Maria Weston Chapman

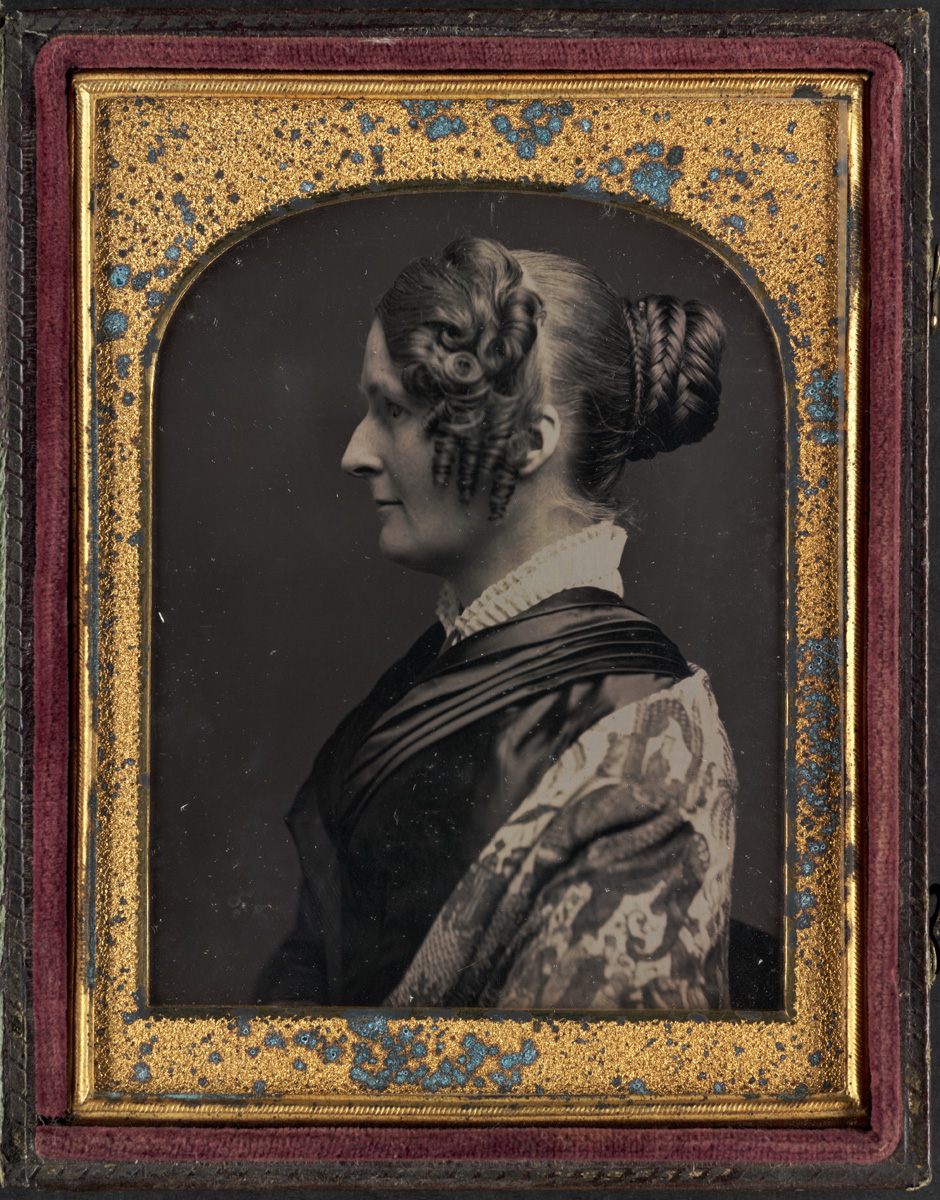
Maria Weston Chapman, 1846

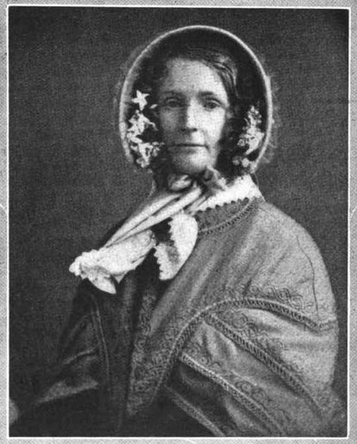
Maria Weston Chapman, Aufnahme aus einer 1910 erschienenen Publikation

Maria Weston Chapman (* 25. Juli 1806 in Weymouth, Massachusetts; † 12. Juli 1885 ebenda) war eine US-amerikanische Abolitionistin und Sozialreformerin. Sie wurde 1839 in den Vorstand der American Anti-Slavery Society gewählt und war von 1839 bis 1842 Redakteurin der Anti-Sklaverei-Zeitschrift The Non-Resistant.

## Leben
Maria Weston wurde 1806 als ältestes von acht Kindern von Kapitän Warren Richard Weston und Anne (Bates) Weston geboren. Die Familie war nicht wohlhabend, aber durch die Fürsorge des Onkels verbrachte Weston einige Jahre ihrer Jugend bei der Familie in England, wo sie eine solide Ausbildung erhielt.
Weston kehrte 1828 nach Boston zurück, um als Direktorin einer neu gegründeten, sozial fortschrittlichen Mädchenschule zu arbeiten. Zwei Jahre später verließ sie die Schule, um 1830 Henry Grafton Chapman (1804–1842), einen Abolitionist der zweiten Generation und wohlhabenden Bostoner Kaufmann, zu heiraten. Das Ehepaar bekam vier Kinder, von denen eines im frühen Kindesalter starb. Bekannt wurde Henry Grafton Chapman Jr. (1833–1883), der Eleanor Kingsland Jay aus der Familie von John Jay, dem ersten Chief Justice des United States Supreme Court, heiratete.
Das Ehepaar zählte zu den von William Lloyd Garrison geprägten Abolitionisten;  sie glaubten an ein sofortiges und kompromissloses Ende der Sklaverei, herbeigeführt allein durch moralisches Zureden und Gewaltfreiheit. Sie lehnten jeglichen politischen und institutionellen Zwang, einschließlich durch Kirchen, politische Parteien oder der Bundesregierung, als Mittel zur Beendigung der Sklaverei ab. Sie unterstützten jedoch moralischen Druck, zum Beispiel durch
„Coming-outerism“, den Austritt aus einer etablierten Kirche, weil diese in der Frage der Abschaffung der Sklaverei nicht progressiv war, oder strikte Weigerung der Zusammenarbeit mit Sklavenhaltern. Gerald Sorin schreibt: „In [Weston Chapmans] Grundsätzen der Widerstandslosigkeit und in ihrem «Coming-outerism» war sie streng dogmatisch und selbstgerecht und glaubte, dass man, wenn man vollkommen im Recht ist, weder um Mitgefühl bittet noch es braucht.“
Obwohl Weston Chapman erst durch die Familie ihres Mannes zu den Sklavereigegnern kam, setzte sie sich schnell und beharrlich für die Sache ein und ertrug Aufläufe von Sklavereibefürwortern, gesellschaftlichen Spott und öffentliche Angriffe. Ihre Schwestern, insbesondere Caroline und Anne Weston, waren ebenfalls aktive Abolitionistinnen, Weston Chapman war jedoch die aktivste in ihrer Familie. Laut Lee V. Chambers unterstützten sich die Schwestern gegenseitig bei ihren familiären Verpflichtungen, um eine aktive Rolle in der Öffentlichkeit wahrnehmen zu können. Die Chapmans wurden zu zentralen Figuren in der „Bostoner Clique“, die hauptsächlich aus wohlhabenden und gesellschaftlich prominenten Unterstützern von William Lloyd Garrison bestand.
1835 übernahm Weston Chapman die Leitung des Bostoner Anti-Sklaverei-Basars, der im Jahr zuvor von Lydia Maria Child und Louisa Loring als wichtige Fundraising-Veranstaltung gegründet worden war. Sie leitete die Messe bis 1858, als sie beschloss, den Basar durch die Anti-Slavery Subscription Anniversary zu ersetzen. Chapman war der Meinung, dass eine solche Jahresveranstaltung, eine exklusive, nur für Eingeladene stattfindende Soirée mit Musik, Essen und Reden, zeitgemäßer war und mehr Geld einbringen würde als der Basar. Wie der Historiker Benjamin Quarles beschreibt, lernten Weston Chapman und andere Abolitionisten in diesen Jahren, „alle raffinierten Techniken des Fundraisings“" für die Sache der Abolitionisten einzusetzen.
Zusätzlich zu ihrer Arbeit auf dem Jahrmarkt war Chapman zwischen 1835 und 1865 Mitglied des Vorstandes und des Geschäftsausschusses der Massachusetts Anti-Slavery Society (MASS), der New-England Anti-Slavery Society (NEASS) und der American Anti-Slavery Society (AASS). Über diese war sie aktiv an den Petitionskampagnen der 1830er Jahre beteiligt. Sie schrieb die Jahresberichte der Boston Female Anti-Slavery Society (BFASS) und veröffentlichte Traktate, um die Öffentlichkeit zu sensibilisieren.
Fast 20 Jahre lang, zwischen 1839 und 1858, war Chapman Herausgeberin von The Liberty Bell, einem Anti-Sklaverei-Jahrbuch, das auf dem Bostoner Basar als Teil der Spendenaktion verkauft wurde. Das Geschenkbuch bestand aus Beiträgen verschiedener namhafter Persönlichkeiten wie Henry Wadsworth Longfellow, Ralph Waldo Emerson, Elizabeth Barrett Browning, Harriet Martineau und Bayard Taylor, die nicht für ihre Beiträge bezahlt wurden, aber ein Freiexemplar erhielten. In Garrisons Abwesenheit fungierte sie außerdem als Redakteurin des The Liberator und war Mitglied des Redaktionsausschusses des National Anti-Slavery Standard, des offiziellen Sprachrohrs der AASS. Chapman war auch Mitglied der Friedensorganisation Non-Resistance Society, die die Zeitschrift The Non-Resistant herausgab.
Weston Chapman war selbst eine produktive Schriftstellerin, die 1839 Right and Wrong in Massachusetts und 1855 How Can I Help to Abolish Slavery? veröffentlichte. Neben diesen Werken veröffentlichte sie Gedichte und Essays in abolitionistischen Zeitschriften. 1840 spalteten Meinungsverschiedenheiten zwischen „Garrisonianern“ und dem eher politischen Flügel der Anti-Sklaverei-Bewegung die AASS und dementsprechend auch die BFASS in zwei gegensätzliche Fraktionen. Weston Chapman, die von ihren Gegnern den Spitznamen „Captain Chapman“ und „Great Goddess“ erhielt und auch von ihren Freunden als „Lady Macbeth“ tituliert wurde, überlistete die Opposition. Sie übernahm die Kontrolle über die wiederauferstandene BFASS, die sich von nun an hauptsächlich auf die Organisation des Bostoner Basars als wichtige Spendenaktion für die Abolitionisten konzentrierte.
Die Kirche, die sie besuchte, die unitarische Federal Street Church in Boston ist Teil des Boston Women’s Heritage Trail.
Während ihres drei Jahrzehnte währenden Engagements in der Anti-Sklaverei-Bewegung verbrachte Weston Chapman viel Zeit außerhalb der Vereinigten Staaten, zunächst in Haiti (1841–1842) und später in Paris (1848–1855). Trotz ihrer langen Abwesenheit behielt sie aber eine zentrale Rolle in der Bostoner Bewegung im Allgemeinen und für den Bostoner Basar im Besonderen. Im Ausland warb sie hartnäckig um Unterstützung und Beiträge bei elitären Mitgliedern der britischen und europäischen Gesellschaft, wie Lady Byron, Harriet Martineau, Alexis de Tocqueville, Victor Hugo und Alphonse de Lamartine. Als sie 1855 in die USA zurückkehrte, rückten das Bleeding Kansas und der Aufstieg der Republikanischen Partei die Frage der Sklaverei in den Mittelpunkt der nationalen Debatte. In dieser Zeit begann Weston Chapman, deutlich von der Ideologie der Garrisonianer abzuweichen, indem sie die republikanische Partei unterstützte und später sowohl den amerikanischen Bürgerkrieg als auch Abraham Lincolns Vorschlag von 1862 für eine schrittweise, entschädigte Sklavenbefreiung befürwortete. Im Gegensatz zu vielen Garrisonianern – und auch zu Garrison selbst – gab Weston Chapman keinen Hinweis darauf, dass sie einen Konflikt zwischen dem Prinzip des Nicht-Zwangs und dem Ziel des Bürgerkriegs, die Sklaverei mit Gewalt abzuschaffen, empfand. Es ist bezeichnend, dass Weston Chapman in ihren neuen Überzeugungen so entschlossen und unnachgiebig war wie in ihren alten.
Im Jahr 1863 zog sich Weston Chapman aus dem öffentlichen Leben zurück und genoss in den folgenden zwei Jahrzehnten bis zu ihrem Tod am 12. Juli 1885 in Weymouth „the perceived success of her cause and, equally, her own role in the victory“.

## Werke (Auswahl)
- Songs of the Free and Hymns of Christian Freedom (1836)
- Right and Wrong in Boston (1836)
- Right and Wrong in Massachusetts (1839)
- Pinda: A True Tale (1840), (Online).
- How Can I Help Abolish Slavery? or, Counsels to the Newly Converted (1855), (Online).
- Memorials of Harriet Martineau (1877)